# Czyściec prosty
Czyściec prosty (Stachys recta L.) – gatunek rośliny należący do rodziny jasnotowatych (Lamiaceae). Występuje w Europie i na obszarach Azji zachodniej. W Polsce stanowiska koncentrują się w pasie wyżyn, poza tym na Dolnym Śląsku, Pomorzu Zachodnim, Kujawach i w dolinie dolnej Wisły. Tylko na pojedynczych stanowiskach notowany był w górach oraz w Polsce północno-wschodniej i na Pomorzu Środkowym.

## Morfologia

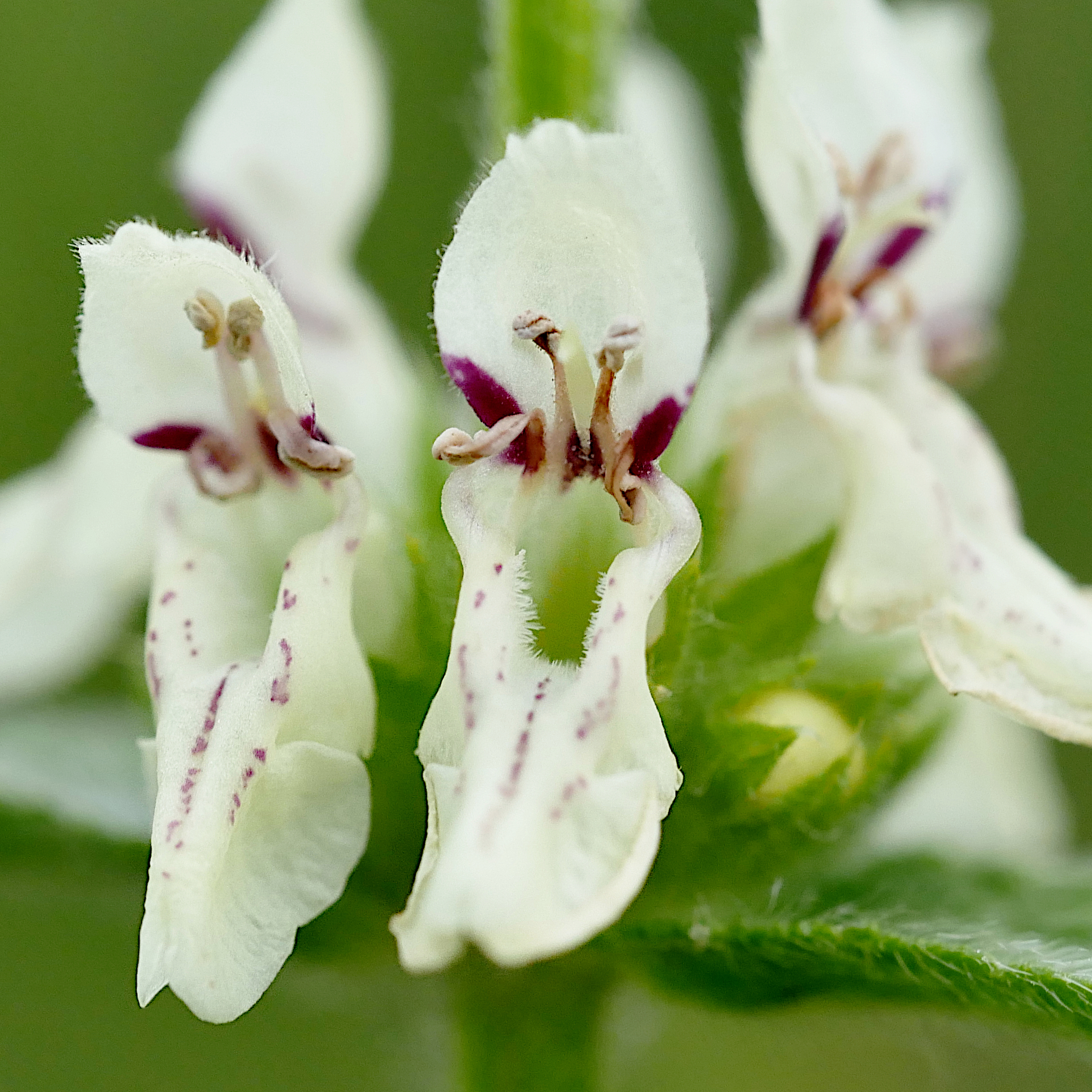
Kwiaty

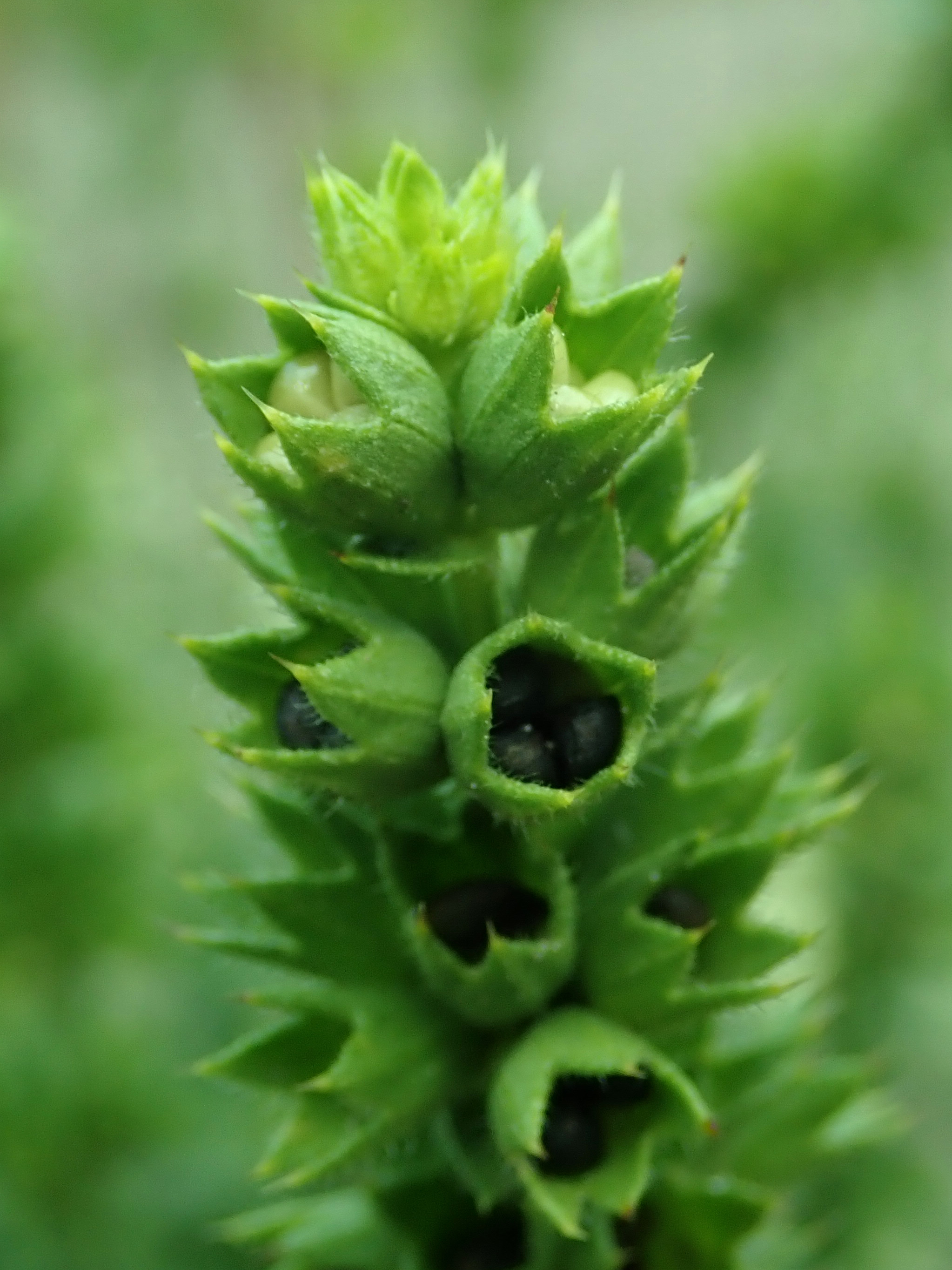
Owoce

ŁodygaPojedyncza lub rozgałęziona, sztywna, o wysokości 30–100 cm. Posiada drewniejące kłącze bez rozłogów. Część nadziemna jest miękko owłosiona.
LiścieGórne siedzące, dolne krótkoogonkowe, przy czym długość ogonka osiąga najwyżej pół długości blaszki liściowej. Liście dolne osiągają do 6 cm długości i 1 cm szerokości. Brzeg miękko owłosionej blaszki liściowej jest karbowany lub ząbkowany.
KwiatyZebrane w grona na szczytach łodyg, złożone z 4–10 nibyokółków, osadzonych w kątach zielonych, równowąskich podsadek. Podsadki maleją ku górze, a najwyższe są krótsze od kwiatów. Okółki w dole są luźne, w górnej części kwiatostanu – zbite. Kwiaty skupione są po 6–10 w każdym nibyokółku. U nasady każdego kwiatu wyrasta nitkowata przysadka. Kielich o długości ok. 5 mm jest dzwonkowaty i owłosiony. Składa się z rurki i krótszych, trójkątnych ząbków zakończonych szydlasto. Dwuwargowa korona jest biała lub żółtobiała z delikatnym czerwonym nakrapianiem, wewnątrz gardzieli pomarańczowa. Ma długość od 12 do 15 mm.
OwoceOkrągławe rozłupki o średnicy ok. 2 mm, ciemnobrunatne, zwykle gładkie.

## Biologia i ekologia
Bylina zakwitająca od czerwca do września. Rośnie w murawach kserotermicznych na zboczach dobrze nasłonecznionych, na glebach zasobnych w węglan wapnia. Gatunek jest charakterystyczny dla klasy zespołów roślinnych Festuco-Brometea. Roślina miododajna.

## Zagrożenia
Ze względu na przywiązanie do zanikających siedlisk kserotermicznych wiele stanowisk ma charakter historyczny. Ujmowany jest w regionalnych listach gatunków zagrożonych. Ma status gatunku wymierającego na Dolnym Śląsku oraz zagrożonego na Pomorzu i w Wielkopolsce.